# Oedipina salvadorensis
Espèce
Oedipina salvadorensis est une espèce d'urodèles de la famille des Plethodontidae.

## Répartition
Cette espèce n'est connue que par la description originale, qui place la localité type au Salvador.

## Étymologie
Son nom d'espèce, composé de salvador et du suffixe latin -ensis, « qui vit dans, qui habite », lui a été donné en référence au lieu de sa découverte, le Salvador.

## Taxinomie
Cette espèce a été relevée de sa synonymie avec Oedipina taylori par Brodie, Acevedo & Campbell, 2012 .

## Publication originale
- Rand, 1952 : A new salamander of the genus Oedipina from El Salvador. Natural History Miscellanea, Chicago, vol. 98, p. 1-3.